# فرودگاه نیروی هوایی سلطنتی هارلکستون
فرودگاه نیروی هوایی سلطنتی هارلکستون (به انگلیسی: RAF Harlaxton) یک فرودگاه نظامی است که یک باند فرود چمن دارد و طول باند آن ۱٬۱۸۹ متر است. این فرودگاه در کشور انگلستان قرار دارد و در ارتفاع ۶۱ متری از سطح دریا واقع شده است.